# Dona Minga
Maria Domingas Vaz de Lima (Passo Fundo, 15 de agosto de 1899 – Passo Fundo, 4 de setembro de 2016) foi uma supercentenária brasileira que reivindicou a longevidade do título de pessoa viva mais velha do mundo. A Rádio Planalto relatou que Domingas tinha um registro de nascimento, mas, até a data de sua morte, aos 117 anos de idade, nada tinha sido submetido às autoridades.